# Rhino Bucket

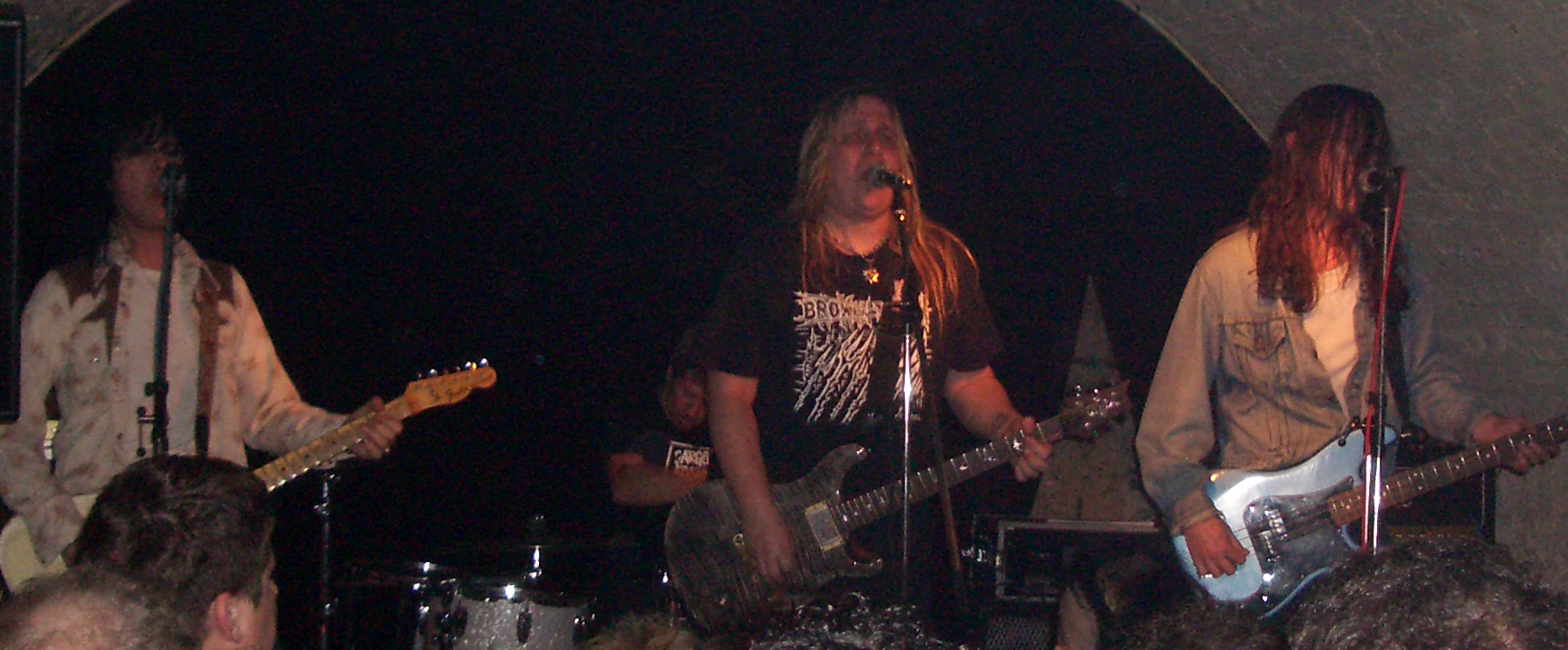
Rhino Bucket, 2010

Rhino Bucket ist eine US-amerikanische Hardrock-Band.

## Geschichte und Stil
Gegründet wurde die Gruppe 1988 von Georg Dolivo, Greg Fiddleman, Rick Kubach, und Reeve Downes. Nach drei Alben und eher mäßigem Erfolg trennte man sich 1995. Im Jahr 2001 schloss sich die Band wieder zusammen und im April 2006 erschien das neue Album And Then It Got Ugly. Für den Film The Wrestler stellten sie ihren Song Welcome to Hell von dem Album And Then It Got Ugly zur Verfügung. Die Produktion des Albums Who´s Got Mine (2011) wurde auf der Crowdfunding-Plattform Kickstarter von Fans unterstützt. Der Stil der Band wird allgemein hauptsächlich mit AC/DC verglichen.

## Diskografie
Studioalben
- 1990: Rhino Bucket
- 1992: Get Used To It
- 1994: Pain (wurde im Jahr 2007 unter dem Titel Pain & Suffering inklusive fünf Bonustracks wiederveröffentlicht)
- 2006: And Then It Got Ugly
- 2009: The Hardest Town
- 2011: Who´s Got Mine?
- 2017: The Last Real Rock ´n´ Roll

Livealben
- 2013: Sunrise on Sunset Blvd. – Live at Coconut Teaszer (Liveaufnahme stammt aus dem Jahr 1990)

Kompilationen
- 2007: No Song Left Behind

Singles
- 1994: Pain

Promo-Singles
- 1990: Blood on the Cross
- 1990: One Night Stand
- 1990: Train Ride
- 1990: Hey There
- 1990: Beat to Death Like a Dog

## Bandmitglieder
Ehemalige Mitglieder
- Georg Dolivo – Lead Vocals, Rhythmusgitarre (1986–2018)
- Greg Fields – Leadgitarre, Backing Vocals (1986–1996)
- Reeve Downes – Bassgitarre, Hintergrundgesang (1986–2018)
- Rick Kubach – Schlagzeug (1986–1989)
- Liam Jason (Jackie Enx) – Schlagzeug (1989–1993, 2006–2010)
- Simon Wright – Schlagzeug (1993–1996, 2007–2009, 2011, 2012)
- Brian „Damage“ Forsythe – Leadgitarre, Backing Vocals (1998–2018)
- Rick Marty – Leadgitarre, Backing Vocals (1999–2000)
- Anthony „Tiny“ Biuso – Schlagzeug (1999–2010)
- Dusty Watson – Schlagzeug (1999–2012)
- Dave DuCey – Schlagzeug (2012–2018)